# Antillerne
Antillerne er en fællesbetegnelse for de caribiske øer med undtagelse af Bahamas. 
Det skelnes mellem de Store Antiller og de Små Antiller. De store Antiller ligger i nordvest og inkluderer øerne Cuba, Jamaica, Hispaniola (med Haiti og Den dominikanske republik) og Puerto Rico. De små Antiller omfatter resten af øerne i denne øgruppe fra De amerikanske jomfruøer til Aruba i sydvest.
Geografisk er Antillerne del af Nord-Amerika. På grund af den sproglige lighed med de sydligere spansktalende lande, regnes Cuba, Den dominikanske republik og Puerto Rico også ofte som del af Latin-Amerika.

## De store Antiller
- Cuba
- Hispaniola
- Jamaica
- Puerto Rico

## De små Antiller
| - Anguilla - Dog Island - Scrub Island - Seal Island - Sombrero - Cays - Pear - Prickley - Antigua og Barbuda - Antigua - Barbuda - Redonda - Barbados - Bermuda | - Britiske Jomfruøer - Tortola - Anegada - Virgin Gorda - Jost Van Dyke - Cayman-øerne - Grand Cayman - Little Cayman - Cayman Brac - Dominica - Guadeloupe - Basse-Terre - Grande-Terre - La Désirade - Marie-Galante - Iles des Saintes - Iles de la Petite Terre | - Grenada - Carriacou - Ronde Island - Petit Martinique - Amerikanske Jomfruøer - Sankt Thomas - Sankt Jan - Sankt Croix - Martinique - Montserrat - Navassa - Saint Kitts og Nevis - Saint Lucia - Saint Vincent og Grenadinerne - Trinidad og Tobago - Turks- og Caicos-øerne |